# Бахнер, Вильгельм
Вильгельм Бахнер, пол. Wilhelm Bachner (род. 1912, Бельско — март 1991, США) — польский инженер и предприниматель еврейского происхождения. Скрыв свою национальность в годы Холокоста, он смог спасти жизнь нескольких десятков евреев, устраивая их на работу под фальшивыми документами.

## Биография
Незадолго до начала Второй мировой войны получил инженерное образование в Германии и вернулся в Польшу.
Свободно владея немецким и польским языками, Бахнер нередко покидал Варшавское гетто, снимая с себя повязку со звездой Давида и выдавая себя за поляка. Получив в январе 1941 год работу у немецкого архитектора Йоханнеса Кельнера, развернул широкую деятельность по выполнению строительно-ремонтных контрактов для немецкой армии. Предложил своему работодателю использовать евреев из гетто как дешёвую рабочую силу; для ряда из них позднее удалось приобрести фальшивые удостоверения на имена неевреев. После того, как предприятие получило статус военного, его сотрудниками стали также многие поляки и украинцы. С началом войны против СССР фирма вела деятельность на оккупированной территории Рейхскомиссариата Украина, восстанавливая железнодорожные вокзалы. При этом вплоть до середины 1942 г. Бахнер и ряд других ответственных сотрудников фирмы продолжали проживать на территории гетто, скрывая это от работодателя.
В 1944 г. хозяин фирмы Йоханнес Кельнер узнал о том, что Бахнер и ряд других сотрудников фирмы — евреи, однако отказался их выдавать.
В 1951 г., в связи с антисемитизмом в послевоенной Польше, Бахнер с семьёй выехал в США, где поселился в штате Калифорния.
Умер в марте 1991 года в США.